# 1820 Lohmann
1820 Lohmann је астероид главног астероидног појаса чија средња удаљеност од Сунца износи 2,198 астрономских јединица (АЈ).
Апсолутна магнитуда астероида је 13,0.